# Mustársárga pókhálósgomba
A mustársárga pókhálósgomba (Cortinarius cinnamomeoluteus) a pókhálósgombafélék családjába tartozó, Európában és Észak-Amerikában honos, nedves talajú erdőkben élő, nem ehető gombafaj. 

## Megjelenése
A mustársárga pókhálósgomba kalapja 5-7 cm széles, fiatalon félgömb alakú, majd domborúan, idősen laposan kiterül, közepe gyakran púpos. Felszíne száraz, nemezes vagy sugarasan szálas. Színe olívsárga, zöldessárga, okkersárga, idősen barnássárga vagy vörösbarna; középen inkább narancsbarnás, a szélén világosabb. Szélén sárga burokmaradványok lehetnek.
Húsa 2-3 mm vastag, színe halványsárgás. Gyenge szaga vegyszer- (jodoform) vagy retekszerű, íze nem jellegzetes. 
Közepesen sűrű lemezei tönkhöz nőttek, élük gyakran fűrészes. Színük fiatalon élénksárga, majd olív vagy rozsdás-sárgás. 
Tönkje 4-10 cm cm magas, 0,5-1,6 cm vastag. Alakja egyenletesen vastag, karcsú. Színe citromsárga vagy olívsárga, rajta hosszanti vöröses szálakkal.
Spórapora rozsdabarna. Spórája ellipszis, mandula vagy almamag alakú, szemölcsös, mérete 7-12,5 x 4-6,5 µm.

### Hasonló fajok
A mérges pókhálósgomba, a sárgalemezű pókhálósgomba, a tőzegmoha-pókhálósgomba, a fahéjbarna pókhálósgomba hasonlít hozzá. 

## Elterjedése és termőhelye
Európában és Észak-Amerikában honos. 
Fenyvesekben és lombos erdőkben él, általában savanyú, nedves-lápos talajon. Nyár elejétől késő őszig terem. 
Nem ehető és mérges fajokkal is összetéveszthető. 